# عين تادلس
عين تادلس إحدى بلديات دائرة عين تادلس التابعة لولاية مستغانم.